# Srebrzykokształtne
Srebrzykokształtne, argentynokształtne (Argentiniformes) – rząd głębokomorskich ryb promieniopłetwych (Actinopterygii) z nadrzędu przedkolcopłetwych (Protacanthopterygii), klasyfikowany też w randze podrzędu argentynowców (Argentinoidei) w obrębie stynkokształtnych (Osmeriformes). Obejmuje około 90 gatunków.

## Cechy charakterystyczne
Srebrzykokształtne są niedużymi rybami o srebrzystych bokach i ciemnym grzbiecie. Płetwy nieparzyste (grzbietowa i odbytowa) przesunięte są w stronę ogona, co stanowi przystosowanie do drapieżniczego trybu życia – płetwy te stanowią dodatkową powierzchnię zwiększającą siłę napędu przy ataku z ukrycia. Cechą charakterystyczną rzędu jest obecność aparatu epibranchialnego, położonego w tylnej części skrzela.

## Systematyka
Rodziny zaliczane do tego rzędu klasyfikowano w 2 podrzędach: Argentinoidei (srebrzykowce, argentynowce) i Alepocephaloidei, ale ich pozycja taksonomiczna nie została dobrze udokumentowana. Alepocephaloidei wyodrębniono do rzędu Alepocephaliformes, a do srebrzykokształtnych zaliczono srebrzykowce:
- Argentinidae – srebrzykowate, argentynowate
- Opisthoproctidae
- Microstomatidae
- Bathylagidae[3] – głębikowate (klasyfikowana też w obrębie Microstomatidae[2])

Nelson uważał, że do tego rzędu może należeć wymarła rodzina †Pattersonellidae.